# Ariadne gedrosia
Ariadne gedrosia är en fjärilsart som beskrevs av Hans Fruhstorfer 1912. Ariadne gedrosia ingår i släktet Ariadne och familjen praktfjärilar. Inga underarter finns listade i Catalogue of Life.